# Diego Rivera (ensayo)

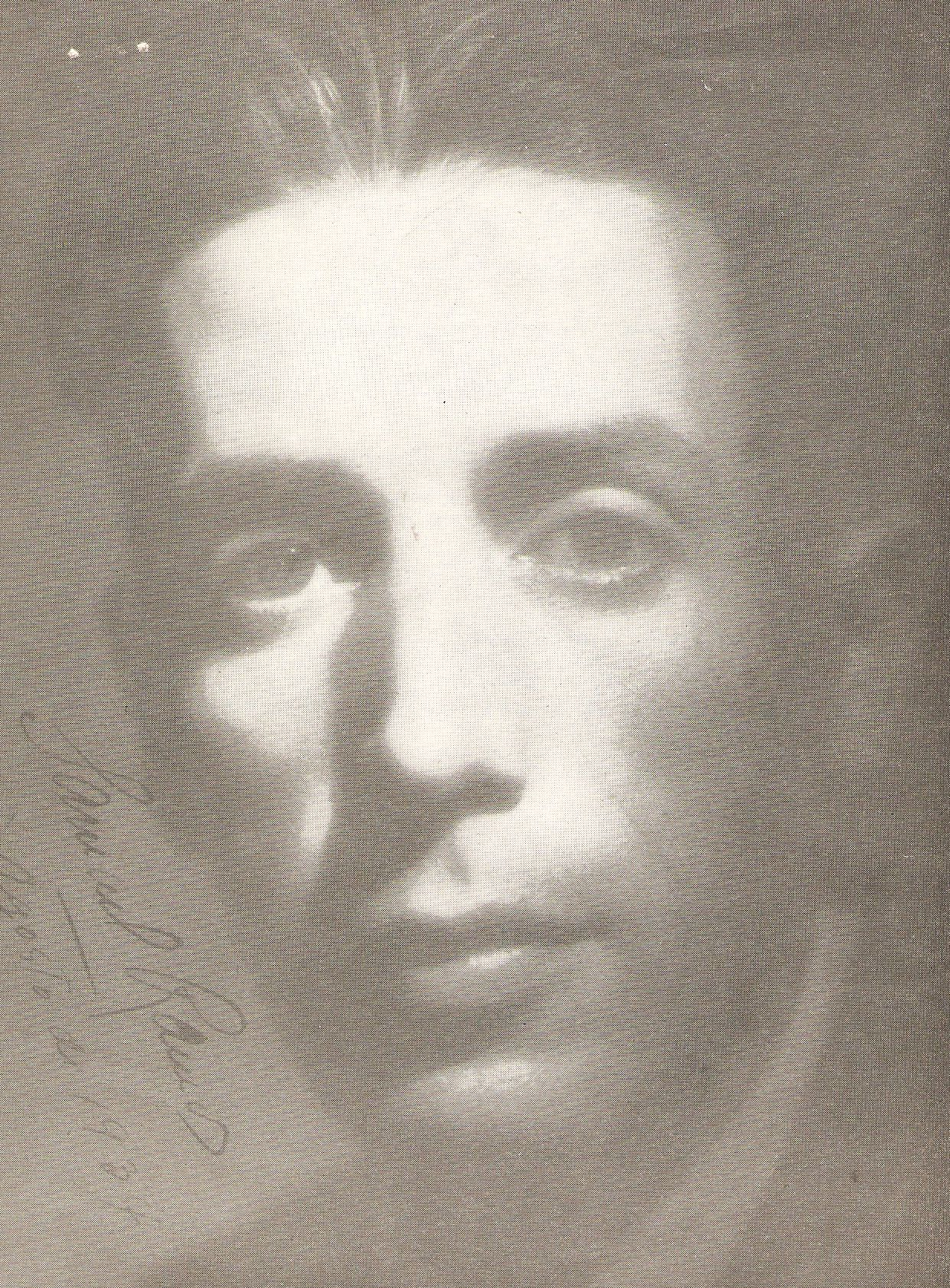
Samuel Ramos

Diego Rivera es una obra ilustrada escrita por el filósofo mexicano Samuel Ramos publicada inicialmente en 1935. Se trata de un ensayo que contiene una serie de reflexiones estéticas acerca de la obra del pintor mexicano Diego Rivera la cual no tenía la valoración que, según Ramos, tanto merecía. A partir de la publicación de Diego Rivera, la obra del muralista comenzó a tener importancia ya no acompañadas de negativas polémicas, sino como parte influyente en la crítica y la historia del arte.
En 1937, con la publicación de El arte moderno en México de Justino Fernández, colocó al pintor Diego Rivera entre los muralistas importantes de su tiempo, llegando a tener reconocimiento internacional, prueba de ello fue la primera biografía autorizada por el mismo Rivera.
Veintitrés años después de la publicación de la primera edición de la obra de Ramos (1935), en 1958, él mismo preparó la segunda edición con correcciones que no se adaptaban a las nuevas ideas que surgían de las obras de Rivera, a la vez que se amplió el catálogo de imágenes de sus pinturas, incluyéndose así obras no solo muralísticas sino también de caballete y acuarelas.
La obra de Diego Rivera, escribe el autor, estando tan bien ubicada en la realidad social de México, ocasionó la indignación entre la clase burguesa de entonces: el pintor mostraba en su obra una parte de la sociedad que a la clase alta le parecía inexistente. Para muchos, la obra de Rivera fue considerada un ataque a la integridad nacional al no mostrar los aspectos “agradables” de México sino solo su parte más primitiva: el indígena, el campesino y el obrero.
Ramos se percata de que, a raíz de la polémica que la obra riveriana levantó entre las clases altas de la sociedad, Rivera fue criticado injustamente por ser visto desde perspectivas políticas, sociales o, como dice el autor, “simplemente hedonistas”, cuando su obra debió de ser juzgada desde puntos de vista meramente estéticos.
Para Ramos, Diego Rivera revolucionó el arte al expresar las manifestaciones de la Revolución de 1910 como un aspecto íntimamente ligado a la identidad de los mexicanos. La obra de Rivera, expone Ramos, debe considerarse como un descubrimiento de éste acontecimiento histórico dentro de los múltiples aspectos que México posee y que antes no se le había dado el reconocimiento que merecía.
Ramos resume el aprendizaje académico que Rivera tuvo en sus primeros años de pintor, entre los que se encuentran artistas del post-impresionismo francés que Rivera conoció durante su estancia en París, tales como Renoir, Monet, Seurat, entre otros. Rivera tuvo un ansia de aprender de los artistas reconocidos que le ayudó a adquirir poco a poco una personalidad propia. Rivera, en su pintura y a diferencia de los demás paisajistas mexicanos de su tiempo que imitaban el estilo francés del impresionismo, fue el primero en retratar el auténtico paisaje de México. Rivera se distinguió por tomar como base de su pintura una idea social, que para Ramos es la unión de Rivera con un mundo pictórico que se establece como fecha histórica de la cultura mexicana gracias al ideal social que representa el momento de una realidad de México.
La obra de Rivera fue recibida por la crítica con mucha hostilidad, pero siempre se destacó por nunca ser ignorada. Para Ramos, la obra riveriana contiene elementos contrarios que despiertan en el espectador la sensación de desagrado o admiración, siendo esa dualidad uno de los principales atractivos de su estilo.

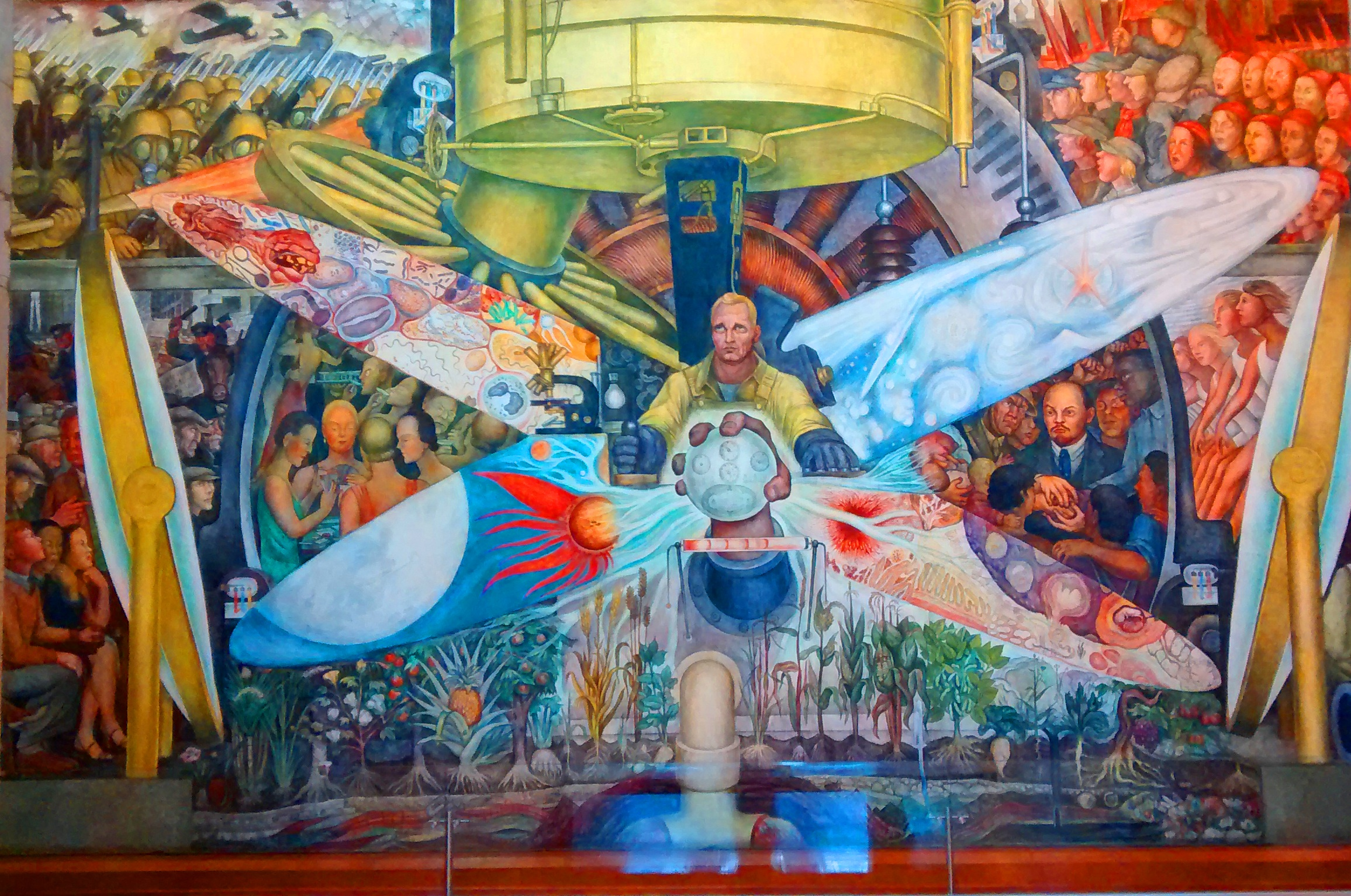
"El hombre en el cruce de los caminos", Diego Rivera, Palacio de Bellas Artes, 1934

Diego Rivera guarda un interés para la historia del arte contemporáneo en México. Se declara como un texto clásico para el testimonio de la cultura artística mexicana. La obra cuenta con un abundante compendio de obras muralísticas, de caballete y acuarelas del pintor procedentes del Archivo Fotográfico del Instituto de Investigaciones Estéticas, así como del Centro Nacional de Investigación, Documentación e Información de Artes Plásticas, INBA, además, de fotografías a color tomadas por Flor Garduño. En una nueva edición publicada en 1986 se incluyeron obras por primera vez publicadas ya que pertenecen a una colección privada.

### La estética de Rivera
La pintura de Rivera es una de las primeras en plasmar la identidad indígena de América a comparación de los demás grupos pictóricos del continente. Por ejemplo, en Ecuador, existió la llamada "Escuela Quiteña" que data de la colonia, pero no se dedicó a mostrar su identidad nacional. Perú, país heredero de la cultura inca, así como las países del Río de la Plata, aún en la época de Rivera, no mostraron interés por lo nacional, sino que basaron su técnica en las corrientes europeas de entonces. Pettoruti, cubista, marcó una generación de pintores muy hábiles en la técnica, pero ninguno reunió una obra encaminada hacia la identidad original americana. Cándido Portinari, fue el más notable pintor sudamericano que "ha logrado en sus murales en Río de Janeiro un estilo personal sus acusa la influencia convergente de Picasso y Diego Rivera". 
La estética de Rivera, explica Ramos, "parte del supuesto de que el arte debe ser la expresión de un contenido ideológico determinado por las condiciones sociales en las que vive el artista" La pintura de Diego Rivera es una manifestación de la vida vernácula del pueblo mexicano en un amplio aspecto. Su obra intentó realzar el sentido estético de la clase trabajadora no solo mexicana, sino de todo el mundo y darle esa satisfacción de estar a la vista de cualquier sujeto, y es aquí donde su pintura se diferencia de la europea: la de agrupar los elementos de la realidad del pueblo para conformar una estética que había estado oculta hasta entonces.

### El estilo de Rivera
Las acuarelas son las técnicas más significativas de la expresión indígena en la pintura riveriana. Ramos encuentra una similitud entre este tipo de obras y los códices precolombinos de las grandes culturas indígenas.
Después de 1935, la acuarela de Diego Rivera representa fuertemente los valores psicológicos y de costumbre de la vida indígena en México. Los murales del Palacio Nacionalson muestra clara de manifestación histórica que Rivera deseaba darle a la vida indígena de Tenochtitlán durante su mayor esplendor. La pintura indígena de Rivera se presenta simplificado y depurado, esto dicho por Ramos en cuanto a que no presenta ninguna exageración o deficiencia ni en las figuras ni en el ambiente, sino que se plasma con nítida perfección, con honestidad; existe una moderación técnica que no incurre en el desequilibrio estético, las formas de los cuerpos adquieren un convencionalismo para adaptarse al límite de la obra como elemento decorativo.

### Temática

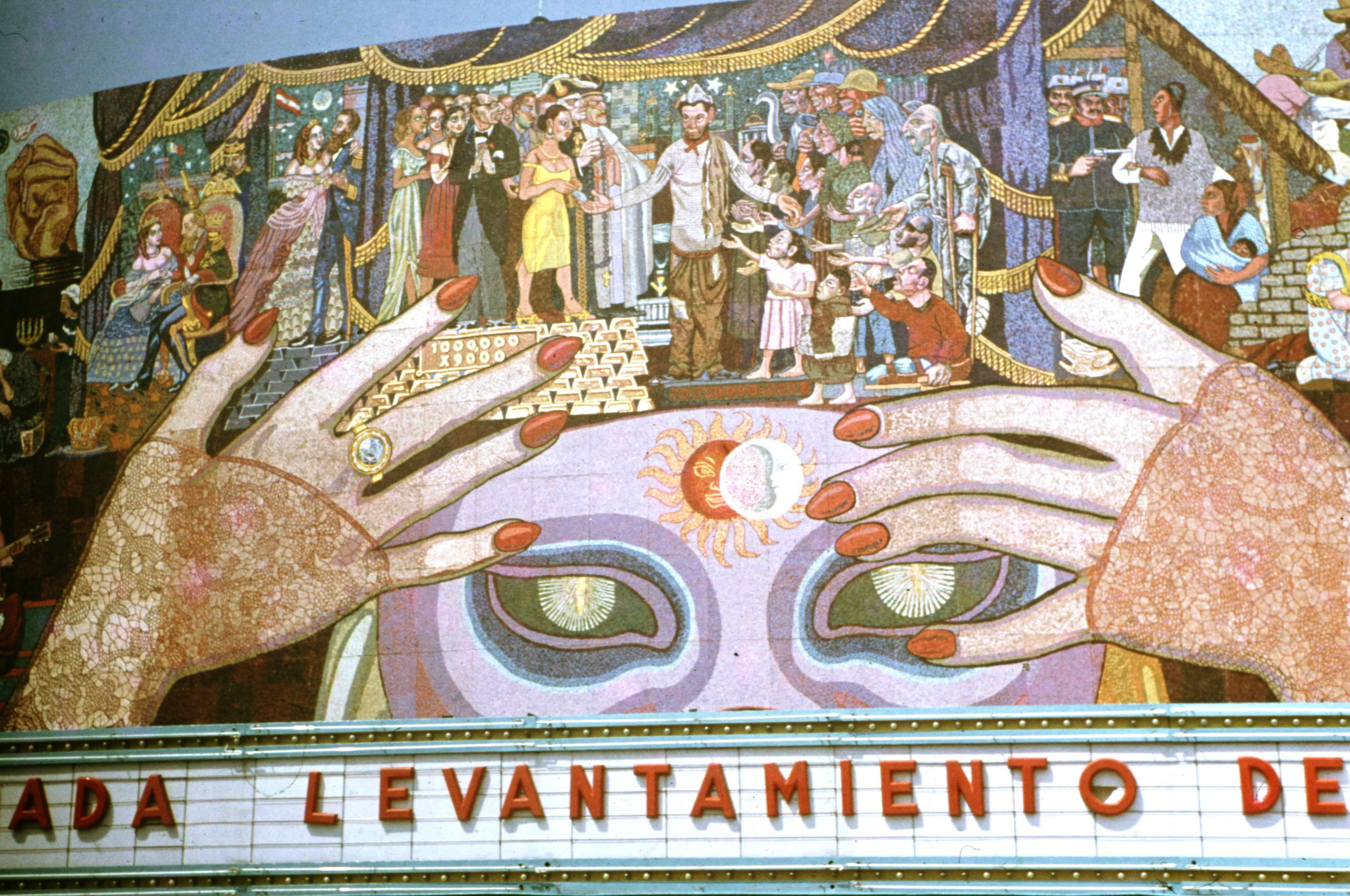
Fachada del Teatro de los Insurgentes, 1953.

El interés de la obra de Rivera, más en sus últimos trabajos, se centró en la historia. En el Palacio Nacional de la Ciudad de México se exhiben murales que representan la visión de la vida maya y azteca. Aunque la documentación de Rivera es de tipo histórica, su obra se basa en la fantasía, mostrando su gran capacidad de imaginación al recrear con realismo la vida del pasado prehispánico.
La obra de Rivera retrata los aspectos populares del mexicano: desde la época precolombina hasta el mundo contemporáneo, donde incluso se adicionan las figuras más notables del espectáculo mexicano, como el actor Cantinflas, conocidas a través del teatro, carácter incluido de igual forma en la obra de Rivera, un ejemplo de ello es el fresco del Teatro de los Insurgentes. 
Como conclusión, Ramos afirma que la obra de Diego Rivera es considerada un humanismo, pues el hombre es el tema principal que está siempre presente en la obra del autor.